# Linha de Évora
| Bahnhof von Casa Branca |        |                                    |                                    |
| Streckenlänge: | 102 km |                                    |                                    |
| |        |                                    |                                    |
| \| \| \| Linha do Alentejo von Barreiro \| \| \| \| 0 \| Casa Branca \| Casa Branca \| \| \| \| Linha do Alentejo nach Funcheira \| \| \| \| 13 \| Tojal \| Tojal \| \| \| 21 \| Monte das Flores \| Monte das Flores \| \| \| 27 \| Évora \| Évora \| \| \| \| Strecke nach Mora \| \| \| \| \| Strecke nach Reguengos de Monsaraz \| \| \| \| 29 \| Comenda \| Comenda \| \| \| 32 \| Garraia \| Garraia \| \| \| 38 \| Sousa da Sé \| Sousa da Sé \| \| \| 46 \| São Bento do Mato \| São Bento do Mato \| \| \| 51 \| Santa Justa (Arraiolos) \| Santa Justa (Arraiolos) \| \| \| 59 \| Vimieiro (Arraiolos) \| Vimieiro (Arraiolos) \| \| \| 68 \| Évora Monte \| Évora Monte \| \| \| 79 \| Ameixial \| Ameixial \| \| \| 86 \| Estremoz \| Estremoz \| \| \| \| Strecke nach Portalegre \| \| \| \| 91 \| Arcos (Estremoz) \| Arcos (Estremoz) \| \| \| 97 \| Borba \| Borba \| \| \| 102 \| Vila Viçosa \| Vila Viçosa \| |        |                                    |                                    |
| Strecke |        | Linha do Alentejo von Barreiro     | Linha do Alentejo von Barreiro     |
| Bahnhof | 0      | Casa Branca                        | Casa Branca                        |
| Abzweig geradeaus und nach rechts |        | Linha do Alentejo nach Funcheira   | Linha do Alentejo nach Funcheira   |
| Haltepunkt / Haltestelle | 13     | Tojal                              | Tojal                              |
| Haltepunkt / Haltestelle | 21     | Monte das Flores                   | Monte das Flores                   |
| Kopfbahnhof Strecke ab hier außer Betrieb | 27     | Évora                              | Évora                              |
| Abzweig geradeaus und nach rechts (Strecke außer Betrieb) |        | Strecke nach Mora                  | Strecke nach Mora                  |
| Abzweig geradeaus und nach links (Strecke außer Betrieb) |        | Strecke nach Reguengos de Monsaraz | Strecke nach Reguengos de Monsaraz |
| Haltepunkt / Haltestelle (Strecke außer Betrieb) | 29     | Comenda                            | Comenda                            |
| Haltepunkt / Haltestelle (Strecke außer Betrieb) | 32     | Garraia                            | Garraia                            |
| Haltepunkt / Haltestelle (Strecke außer Betrieb) | 38     | Sousa da Sé                        | Sousa da Sé                        |
| Haltepunkt / Haltestelle (Strecke außer Betrieb) | 46     | São Bento do Mato                  | São Bento do Mato                  |
| Haltepunkt / Haltestelle (Strecke außer Betrieb) | 51     | Santa Justa (Arraiolos)            | Santa Justa (Arraiolos)            |
| Haltepunkt / Haltestelle (Strecke außer Betrieb) | 59     | Vimieiro (Arraiolos)               | Vimieiro (Arraiolos)               |
| Haltepunkt / Haltestelle (Strecke außer Betrieb) | 68     | Évora Monte                        | Évora Monte                        |
| Haltepunkt / Haltestelle (Strecke außer Betrieb) | 79     | Ameixial                           | Ameixial                           |
| Bahnhof (Strecke außer Betrieb) | 86     | Estremoz                           | Estremoz                           |
| Abzweig geradeaus und nach rechts (Strecke außer Betrieb) |        | Strecke nach Portalegre            | Strecke nach Portalegre            |
| Haltepunkt / Haltestelle (Strecke außer Betrieb) | 91     | Arcos (Estremoz)                   | Arcos (Estremoz)                   |
| Bahnhof (Strecke außer Betrieb) | 97     | Borba                              | Borba                              |
| Kopfbahnhof Streckenende (Strecke außer Betrieb) | 102    | Vila Viçosa                        | Vila Viçosa                        |

Die Linha de Évora ist eine Nebenbahn in Portugal.

## Geschichte

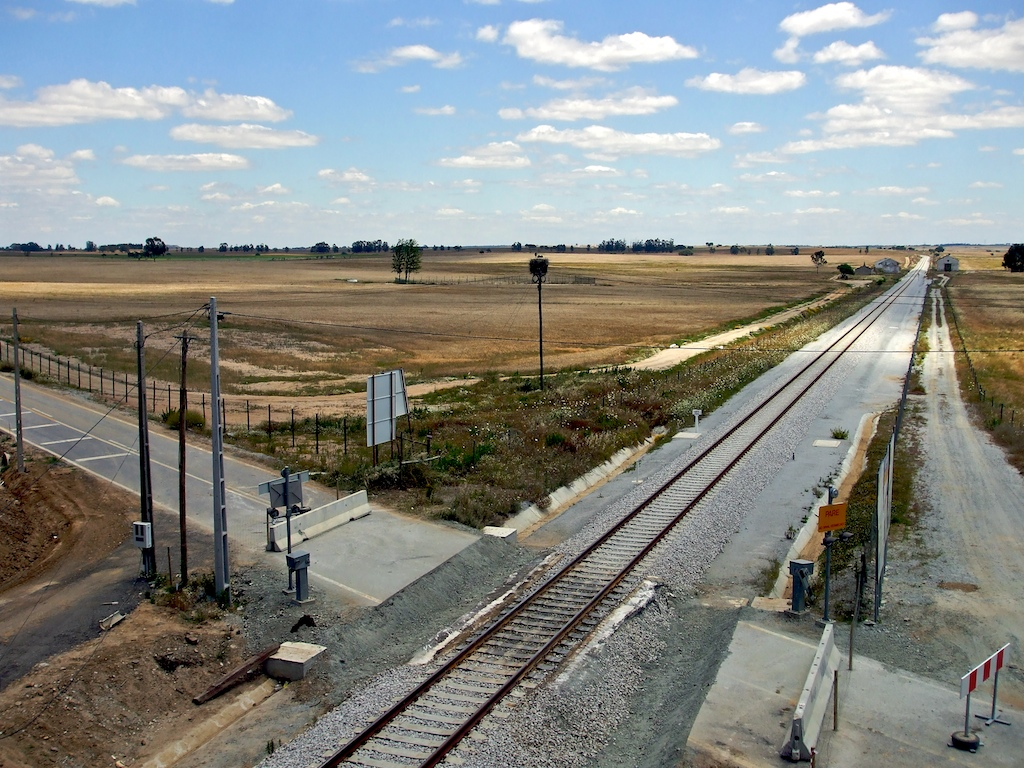
Sanierte Eisenbahnstrecke bei Évora

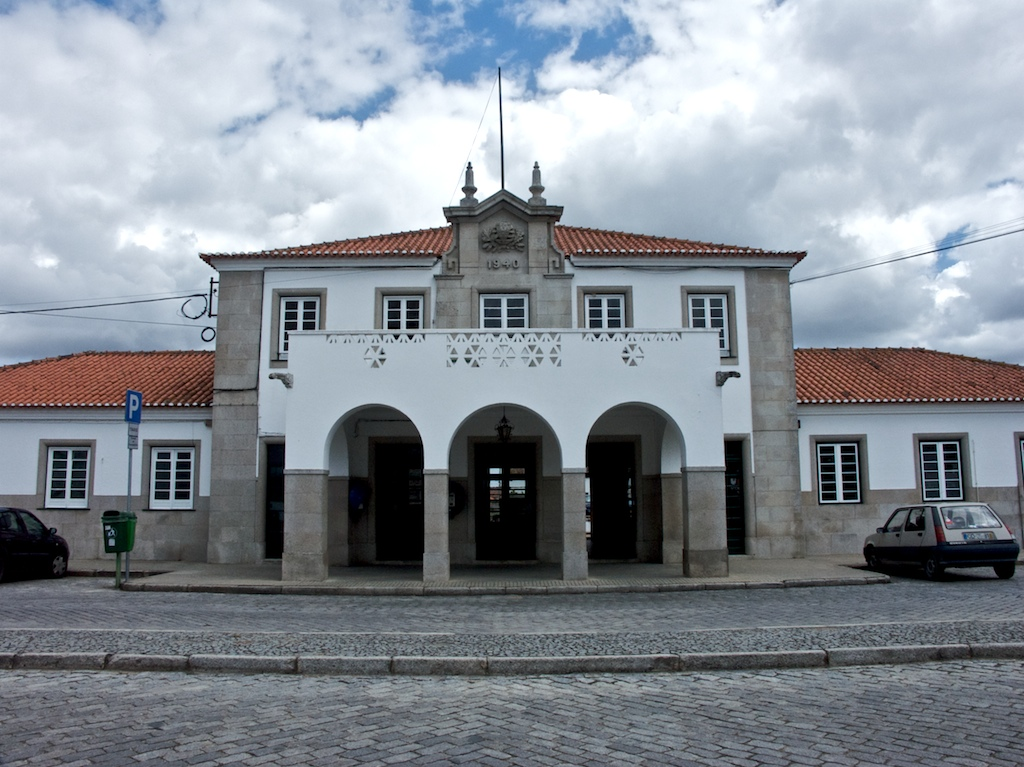
Bahnhof von Évora

Die Linha de Évora, eröffnet 1863, verbindet heute die portugiesische Distrikthauptstadt Évora mit Casa Branca. Nach der Eröffnung folgten zwischen 1873 und 1905 noch weitere Teilstrecken, die bis nach Vila Viçosa reichten, sowie eine Anschlussstrecke nach Mora (Ramal de Mora) für den Transport landwirtschaftlicher Güter. Letztere wurde 1988 stillgelegt, ebenso wie das Teilstück Ramal de Vila Viçosa, von Estremoz bis Vila Viçosa der Linha de Évora. In Estremoz besteht eine Querverbindung zur Linha do Leste, Anschluss von Portalegre.
Im Februar 2006 wurde die eingleisige Eisenbahnstrecke grundlegend saniert. Ursprünglich für fünf Monate geplant, dauerte die Sanierung acht Monate bis Ende September 2006. Danach richtete die Betreibergesellschaft Comboios de Portugal auch erstmals Intercity-Verbindungen zwischen Évora und der portugiesischen Hauptstadt Lissabon ein. Ende 2009 wurde die Strecke erneut für ein Jahr gesperrt, um diese für 48,4 Millionen Euro zu elektrifizieren. Im Juli 2011 wurde der Abschnitt bis Évora wiedereröffnet, fünf Mal täglich existiert nun eine Intercity-Verbindung nach Lissabon. Der seit 2009 nicht mehr bediente Abschnitt von Évora bis Estremoz wurde zeitgleich stillgelegt.